# Conservatorul Național Kazah
Conservatorul Național Kazah Kurmangazy (în kazahă Құрманғазы атындағы Қазақ ұлттық консерваториясы) este o instituție muzicală superioară din Kazahstan, care pregătește compozitori, muzicologi, dirijori de cor și orchestre populare, pianiști, vocaliști, manageri artistici, interpreți la toate instrumentele orchestrei simfonice și la instrumente populare.
Multe colective creative ale țării și instituții de învățământ sunt formate din absolvenți ai conservatorului. Elevi ai conservatorului lucrează în colective profesionale din țară și din străinătate, cum ar fi în Rusia, Germania, Grecia, Olanda, Israel, SUA, Franța, Republica Cehă, Canada, Coreea, China și altele.

## Istorie
Pe 24 iulie 1944, Consiliul Comisarilor Poporului din RSS Kazahă a decis organizarea, începând cu 1 octombrie, a Institutului de Stat al Artelor în orașul Alma-Ata, care a fost ulterior transformat în Conservatorul din Alma-Ata. În 1945, universitatea a fost numită după kuishi-ul kazah din secolul al XIX-lea Kurmangazy Sagyrbaev. În prima clădire, construită în 1938, înainte de conservator funcționase un combinat muzical și coregrafic.
La începutul anilor 1960, au fost construite o altă clădire și un cămin cu 120 de camere de locuit, 42 de săli de repetiții, săli de lectură și sport și o sală spațioasă.
În anul universitar 1981-1982, peste 1200 de studenți studiau la conservator, iar 234 de cadre didactice lucrau aici, printre care peste 20 de profesori și doctori în științe, aproximativ 50 de conferențiari și candidați în științe, 5 artiști ai poporului din Uniunea Sovietică și 7 artiști ai poporului din RSS Kazahă.
În noiembrie 2000, conservatorul a primit o clădire modernă suplimentară cu 4 etaje.
Din decembrie 2013, apare trimestrial revista științifică „Buletinul Conservatorului Național Kazah Kurmangazy”. În martie 2017, revista a fost redenumită „Saryn Art and Science Journal”. În martie 2023, revista a fost redenumită „Saryn”.

## Facultăți și departamente
Instituția are 4 facultăți:
- Facultatea de Canto și Dirijat
- Facultatea de Interpretare Instrumentală
- Facultatea de Muzicologie și Management
- Facultatea de Muzică Populară

Există, de asemenea, o serie de departamente la nivelul întregii universități:
- Departamentul de Tehnologii Muzicale și Pedagogice Inovatoare
- Departamentul de Discipline Socio-Umaniste
- Școala Studio de Artă Experimentală
- Secția de Educație Fizică și Sport
- Secția de Limbi Cazahe și Străine

## Arhitectura clădirii
Clădirea este un exemplu al „stilului național” în arhitectura din Almatî a anilor 1930. Clădirea conservatorului, cu 3 etaje, are un plan dreptunghiular deschis. Fațada principală a clădirii este accentuată de proiecții laterale cu porticuri cu două coloane în stil corintic, completate cu un fronton triunghiular, intrarea principală fiind situată într-unul dintre ele. Ritmul măsurat al pilaștrilor corintici din spațiul dintre ferestre disecă vertical fațada. Ferestrele sunt tripartite, iar în partea terminală a rizalitelor - duble. Zidăria pereților este din cărămidă, tencuită. Compartimentarea clădirii este de tip coridor, cu camere care dau spre acesta.
Pe 10 noiembrie 2010, a fost aprobată o nouă Listă de Stat a Monumentelor Istorice și Culturale de Importanță Locală ale orașului Almatî, simultan cu care toate deciziile anterioare în această privință au fost declarate invalide. În această Rezoluție, statutul de monument local al clădirii Conservatorului Național Kazah a fost păstrat. Limitele zonelor protejate au fost aprobate în 2014.